# Chlorocnemis eisentrauti
Chlorocnemis eisentrauti là loài chuồn chuồn trong họ Platycnemididae. Loài này được Pinhey mô tả khoa học đầu tiên năm 1974.